# Georg Puchert
Georg Puchert alias Captain Morris (* 15. April 1915 in Petrograd; † 3. März 1959 in Frankfurt am Main) war ein deutscher Waffenhändler, der während des Algerienkriegs die algerische Widerstandsbewegung FLN mit Waffen, Sprengstoffen und militärischer Ausrüstung versorgte. Er wurde am 3. März 1959 durch eine Autobombe getötet; die Täter wurden nie ermittelt. Pucherts Tod war der Höhepunkt einer Anschlags- und Mordserie in der Bundesrepublik Deutschland, die 1956 begann und 1961 endete und für die von Presse und Justiz die Rote Hand verantwortlich gemacht wurde.

## Lebenslauf
Puchert war deutschbaltischer Herkunft und stammte aus einer Libauer Kaufmanns- und Reedereifamilie. Offenbar im Sommer 1940 siedelte die Familie aufgrund der sowjetischen Besetzung der drei baltischen Staaten ins Deutsche Reich über; Puchert trat in die Kriegsmarine ein und wurde Marineoffizier.
Nach dem Zweiten Weltkrieg war Puchert offenbar auf dem Hamburger Schwarzmarkt tätig. Im Frühjahr 1949 verließ er die Britische Besatzungszone und zog in die Internationale Zone von Tanger, seinerzeit ein Schmugglerparadies. Hier stieg er in den Zigarettenschmuggel nach Spanien, Malta und Italien ein und baute in den nächsten Jahren ein Schmugglernetz auf, das bis zu den Kanarischen Inseln reichte. Aus diesem Lebensabschnitt stammte sein Spitzname „Captain Morris“ nach der seinerzeit beliebten Zigarettenmarke Philip Morris.
In Tanger gründete Puchert die Firma „Astramar“ und erwarb ein costa-ricanisches Kapitänspatent; seine fünf Kutter Bruja Roja (Rote Hexe), Sirocco, Wild Dove, Typhoon und Fleur-de-Lys (Weiße Lilie) waren im costa-ricanischen Karibikhafen Puerto Limón registriert und fuhren unter costa-ricanischer Flagge. Zur Tarnung operierten die Kutter als Langustenfänger.
Offenbar 1953 begann Puchert, eine marokkanische Unabhängigkeitsbewegung mit Waffen zu beliefern, ab 1955 die algerische. Schließlich wurde der ehemalige Marineoffizier der wichtigste Waffenlieferant der FLN. Dadurch wurden die französischen Behörden und Nachrichtendienste sowohl in Marokko als auch in Algerien auf ihn aufmerksam. Am 18. bzw. 20. Juli 1957 wurden zwei von Pucherts Kuttern, die Bruja Roja und die Sirocco, von Unbekannten auf der Reede von Tanger gesprengt.
Im Mai 1958 flog Puchert in die Bundesrepublik, um weiteren Nachschub für die FLN zu organisieren. Angeblich beabsichtigten die Algerier, neben Granatwerfern, Maschinenwaffen und 200 Tonnen TNT auch vier bis fünf Schnellboote zu kaufen. Ende September 1958 ging bei deutschen und ausländischen Behörden (u. a. dem Frankfurter Polizeipräsidium und der Sicherungsgruppe Bonn des Bundeskriminalamts) ein anonymes Schreiben ein, in dem Pucherts Verbindungen und Geschäfte detailliert gelistet waren. Kurz darauf wurde am 1. Oktober 1958 im Hamburger Hafen das Bremer Frachtschiff Atlas gesprengt und auf Grund gesetzt, von dem später bekannt wurde, dass es Waffen und eventuell Sprengstoff für die FLN geladen hatte, die von dem Hamburger Waffenhändler Otto Schlüter stammten, der mit Puchert kooperierte und auf den schon 1956 und 1957 Sprengstoffanschläge verübt worden waren, bei denen ein Geschäftspartner Schlüters und Schlüters Mutter getötet worden waren.
Am 5. November 1958 schossen Unbekannte auf der Schnellstraße Bad Godesberg – Bonn mit einer Maschinenpistole auf den Rechtsanwalt Amédiane Ait Ahcène, ein hohes FLN-Mitglied, das in der Bundesrepublik residierte und Monate später an den Folgen der Verletzungen in einem Krankenhaus in Tunis verstarb. Nach Bernt Engelmann, seinerzeit Spiegel-Redakteur, gab es zwischen dem Opfer und dem Waffenhandel keine Verbindung:

„… Aber die MP-Salve richtete sich auch und nicht zuletzt gegen den Waffenhandel … Den Waffenlieferanten sollte die Macht und die Rücksichtslosigkeit ihrer Gegner eindrucksvoll demonstriert werden. Der Feuerstoß, der über die Godesberger Diplomatenrennbahn jagte, war eine letzte Warnung für Schwerhörige: Seht, wir schrecken vor nichts zurück – nicht vor dem hellen Tag, nicht vor dem Großstadtverkehr, nicht vor diplomatischen Rücksichten und erst recht nicht vor den besonderen Schutz- und Sicherheitsmaßnahmen der Bundeshauptstadt …“

## Das Attentat

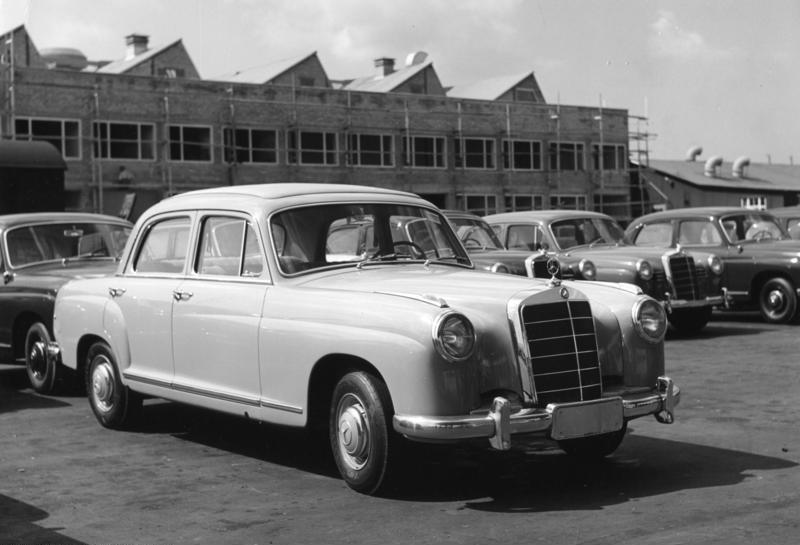
Puchert fuhr einen solchen Mercedes 190 in beige

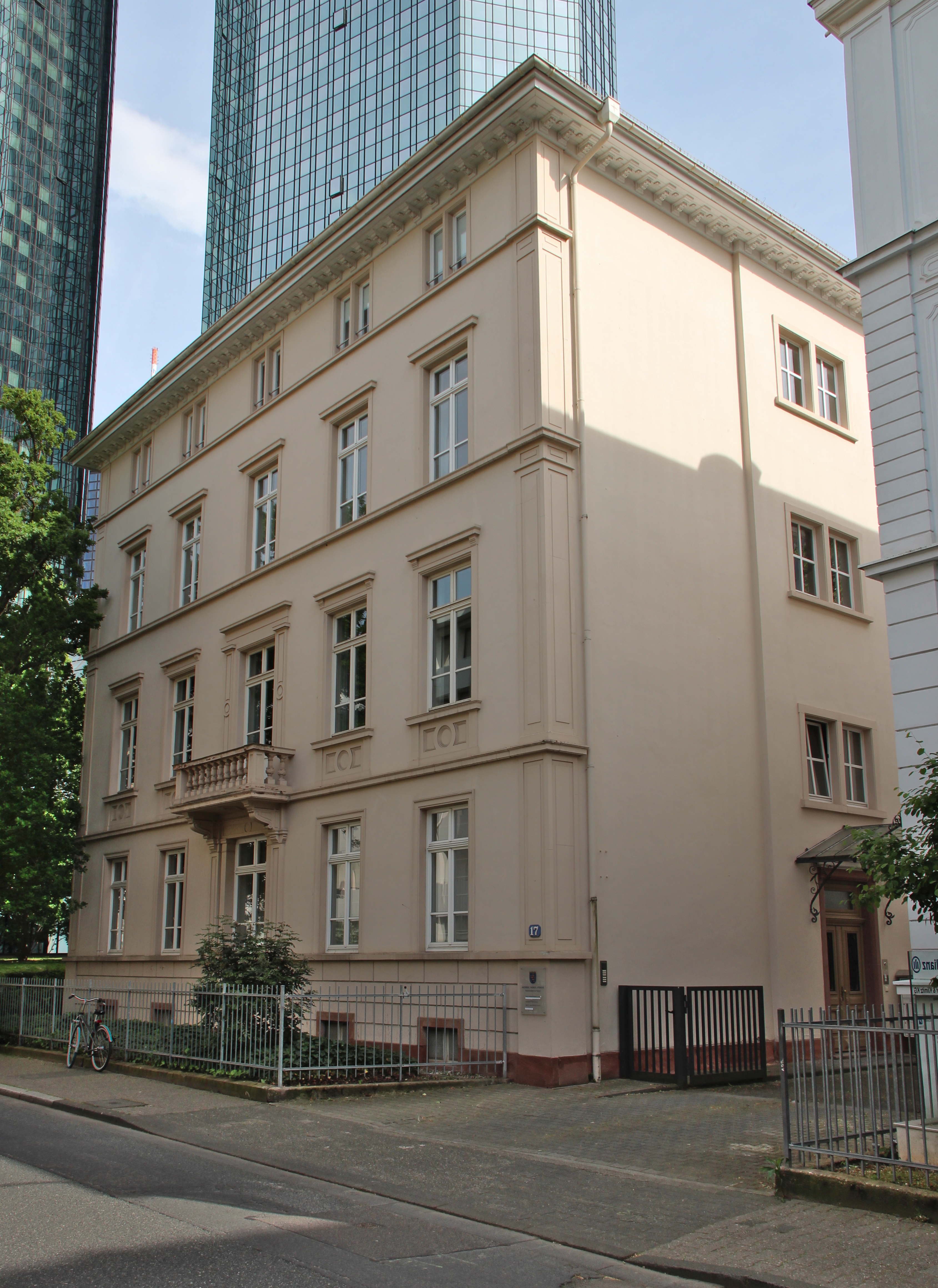
Vor der Guillolettstraße 17 (hier eine Aufnahme aus dem Jahr 2022) wurde Puchert 1959 in seinem Wagen in die Luft gesprengt

Am 3. März 1959 startete Georg Puchert kurz nach 9 Uhr seinen 190er Mercedes mit der Zollnummer „140 Z 32-74“, den er in Frankfurt vor der Guiollettstraße 17 geparkt hatte. Durch die Vibration des Wagens explodierte eine magnetisch darunter befestigte Haftladung. Puchert verblutete im Fahrzeugwrack, noch bevor Polizei und Rettungskräfte eintrafen. Die Druckwelle der Explosion zerstörte noch im Umkreis von 70 m Fensterscheiben und riss Passanten zu Boden, doch wurden keine weiteren Personen verletzt.
Die Ermittlungen führte die Frankfurter Staatsanwaltschaft. Am 16. April 1959 erklärte Oberstaatsanwalt Heinz Wolf auf einer Pressekonferenz, dass als Täter nur Mitglieder der „Roten Hand“ in Frage kämen, die jedoch „… mit größter Wahrscheinlichkeit in Verbindung mit oder sogar im Auftrag der militärischen Abwehr Frankreichs“ zusammenarbeiteten. Obwohl Personenbeschreibungen von drei mutmaßlichen Tätern vorlagen, konnte der Fall Puchert trotz Rechtshilfeersuchen an französische Behörden seinerzeit nicht geklärt werden.
Als 1996 durch Constantin Melnik, Ende der 1950er Jahre französischer Geheimdienstkoordinator, bekannt wurde, dass die Morde der „Roten Hand“ tatsächlich vom Service Action (SA) begangen worden waren, wurden in Bonn, Hamburg und Frankfurt am Main erneut Ermittlungen aufgenommen, die jedoch, soweit bekannt, zu keinen neuen Ergebnissen führten. Dass für die Anschläge z. B. auf Pucherts Kutter in Tanger der SDECE verantwortlich war, hatte der französische Autor Erwan Bergot allerdings bereits 1976 publiziert.
Auf politischer Ebene waren Äußerungen Melniks insofern brisant, als er auch behauptete, französische Geheimdienstoffiziere seien durch den Bundesnachrichtendienst mit Informationen versorgt worden, die dem SA die präzise Ausführung seiner Operationen erlaubt hätten.
Pucherts Leichnam wurde 2006 in Frankfurt exhumiert und in Algerien erneut bestattet.

## Film und Fernsehen
- Georg Puchert wurde in der DFF-Fernsehproduktion Flucht aus der Hölle verfremdet als „Günter Puchmann“ inszeniert und von Peter A. Stiege dargestellt.